# Матч со столами, лестницами и стульями

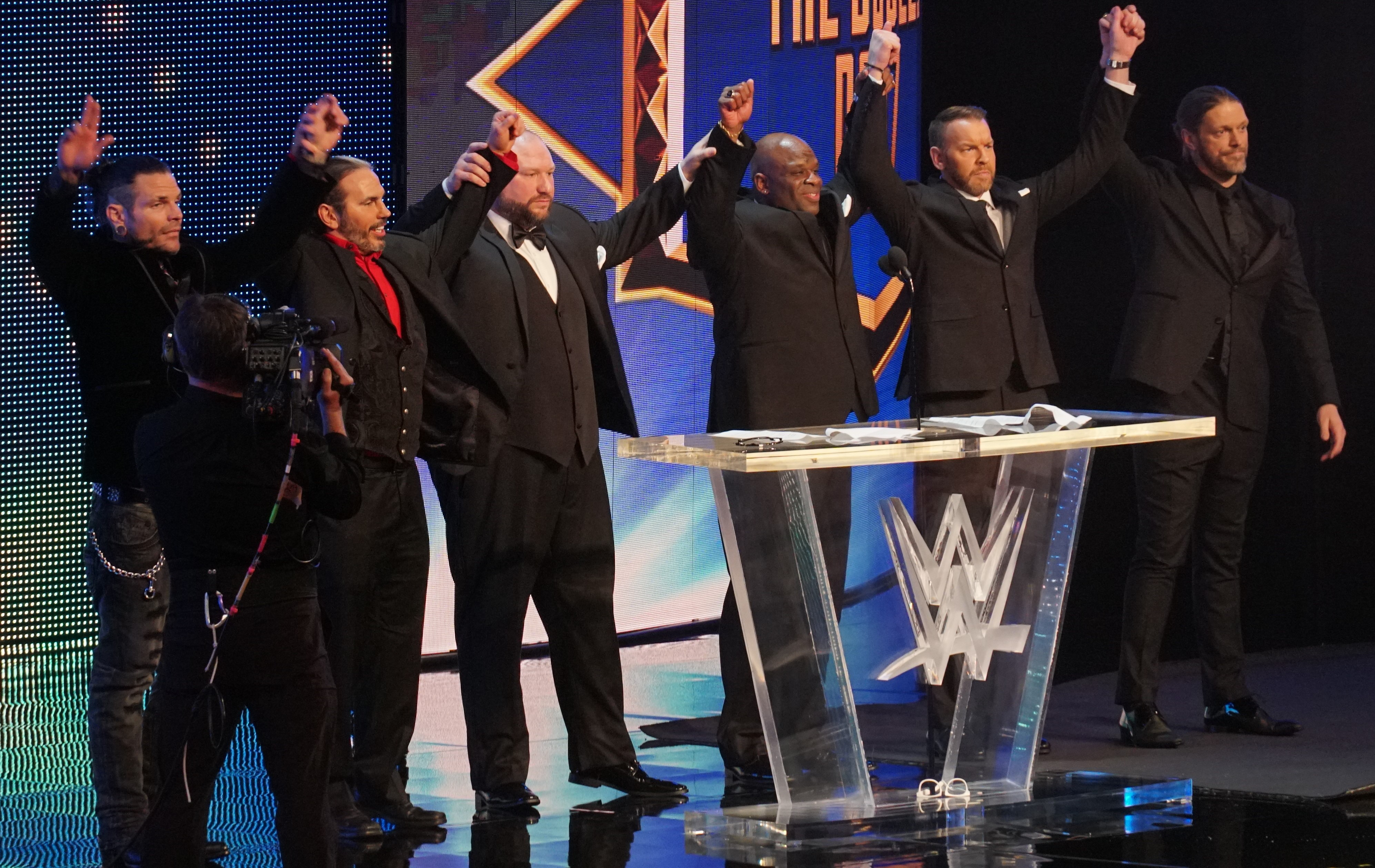
Участники первого матча TLC. Слева направо: Джефф Харди, Мэтт Харди, Бабба Рей Дадли, Ди-Вон Дадли, Кристиан и Эдж.

Матч со столами, лестницами и стульями (англ. Tables, ladders, and chairs match, сокращённо TLC) — тип матча в рестлинге, который появился в 2000 году в World Wrestling Federation (ныне известной как WWE).
Матч TLC — это разновидность матча с лестницами, который был изменен, чтобы подчеркнуть два других орудия: столы и стулья. Цель матча — заполучить предмет (обычно чемпионские пояса), который перед матчем подвешивается над рингом. Матч TLC можно рассматривать как более сложный матч с лестницами, где столы и стулья, наряду с лестницами, также могут быть использованы в качестве законных посторонних предметов.
Матчи TLC часто отличаются высокими физическими нагрузками на участвующих в них рестлеров и тем, как много предметов они разрушают. Одним из особых эффектов, возникающих в этих матчах, особенно когда в них участвуют более двух рестлеров, является атмосфера, напоминающая зону боевых действий, когда на ринге и вокруг него повсюду валяются едва передвигающиеся рестлеры, лестницы, стулья, куски разрушенных столов и другие обломки. Канадский рестлер Эдж участвовал в наибольшем количестве матчей TLC — за его плечами 7 матчей.
Матч возник вокруг команд «Братья Дадли», «Братья Харди» (Мэтт Харди и Джефф Харди), а также Эджа и Кристиана. Столы, лестницы и стулья — рассматривались как уникальное оружие для стиля каждой команды. Харди считались, склонными к использованию лестниц, Дадли часто использовали столы, а Эдж и Кристиан стали известны тем, что использовали стальные стулья в тандеме против противников. В конце концов, три команды были сведены вместе в матче с лестницами на WrestleMania 2000, что стало предтечей матча TLC, так как столы были задействованы в поединке. Первый официальный матч TLC был проведен между этими тремя командами на SummerSlam 2000.
В декабре 2009 года WWE представила TLC: Tables, Ladders & Chairs как новое PPV-шоу, которое включало в себя матч Tables, ladders, and chairs в качестве главного события.
По состоянию на сентябрь 2021 года в WWE состоялось 28 матчей TLC.